# Psammodriloides fauveli
Psammodriloides fauveli är en ringmaskart som beskrevs av Bertil Swedmark 1959. Psammodriloides fauveli ingår i släktet Psammodriloides och familjen Psammodrilidae. Arten är reproducerande i Sverige. Inga underarter finns listade i Catalogue of Life.